# Epimelitta mimica
Epimelitta mimica là một loài bọ cánh cứng trong họ Cerambycidae.